# Візьміть їх і струсіть
«Візьміть їх і струсіть» (англ. Take 'em and Shake 'em) — американська короткометражна кінокомедія Роско Арбакла 1931 року.

## У ролях
- Джин Макклай
- Меріон Шиллінг
- Гертруда Шорт
- Чарльз Джуделс
- Артур Гойт
- Френк Марлоу